# Olga Alice Nygren
Olga Alice Nygren, född 5 juli 1898 i Hangö, död 4 februari 1981, var en finländsk konsthistoriker.
Nygren, som var dotter till byggnadsentreprenör Albert Vilhelm Nygren och Maria Andersson, blev student 1919, filosofie kandidat 1929 och filosofie doktor 1945. Hon företog studieresor, främst i Italien, Skandinavien, Frankrike, Grekland och Spanien. Hon var äldre lektor i historia och konsthistoria vid Laguska skolan i Helsingfors från 1945 och lärare i konsthistoria vid Helsingfors arbetarinstitut från 1951. Hon skrev Helgonen i Finlands medeltidskonst (akademisk avhandling, 1945), Gudsmodersbilden i Finlands medeltidskonst (1951), En medeltida frälsningsspegel (1957) och Barna da Siena (1963).